# 莫干山530号
莫干山530号别墅又名沈庐，位於浙江省湖州市德清縣莫干山景區境內。
莫干山530号别墅建于1931年，业主为沈叔眉，建筑面积439平方米，位于莫干山路，外廊、石砌拱券栏杆等均保存完好。
1950年代，莫干山530号别墅成为浙江省交际处莫干山疗养院。周建人等名人曾居住于此。目前，莫干山530号别墅作为芦花荡饭店的一部分，对外营业。

## 外部連結
- 莫干山

1. ↑  李南. . 上海: 同济大学出版社. 2011: 84、86页. ISBN 978-7-5608-4273-8.